# Walter Augustus de Havilland
Walter Augustus de Havilland (* 31. August 1872 in Lewisham; † 20. Mai 1968 in Vancouver) war ein britischer Anwalt.
De Havilland war das jüngste von acht Kindern von Charles Richard de Havilland (1823–1901) und Magaret Letitia († 1910), Tochter von Captain John Molesworth und Schwester von Samuel Molesworth, 8. Viscount Molesworth. Er wurde an der Harrow School und dem Elisabeth College in Guernsey ausgebildet. Von 1890 bis 1893 studierte er in Cambridge Theologie und Classics. 1893 schloss er mit dem Bachelor ab und 1902 mit dem Master.
De Havilland arbeitete als Anwalt und Rechtsprofessor in Japan. Er war Mitglied des Chartered Institute of Patent Agents.
Er war zudem ein bekannter Go-Spieler.
1914 heiratete er die Schauspielerin Lillian Fontaine. Mit ihr hatte er die Töchter Olivia de Havilland und Joan Fontaine, die beide Schauspielerinnen wurden. 1925 ließen sie sich scheiden. Zwischen 1927 und 1958 war er mit Yuki Matsu-Kura, seinem ehemaligen Hausmädchen, verheiratet und ab 1960 mit Rosemary Connor. Seinen Lebensabend verbrachte er in British Columbia.